# 富里市
富里市（日语：／ Tomisato shi */?）是千葉縣北部中央的一市。

## 概要
- 位於千葉縣北總台地（日语：北総台地）。市域東西長約10公里，南北長約11公里，總面積53.91平方公里。
- 面積約68%以上是山林與農地。住宅約占14%左右。
- 是千葉縣唯一沒有鐵路通過的市。
- 屬東京都心60公里圈內，距離成田機場約4公里。
- 西瓜產量位居全國第二。
- 明治時期是御料牧場（日语：御料牧場）所在，有「競走馬故鄉」之稱。
- 往成田市的通勤率達27.5%（平成22年國勢調査）。
- 2000年（平成12年）國勢調査達到市制施行的5萬人門檻，因此升格為「富里市」。

## 歷史

### 中世
富里擁有廣大的原野，台地上是放牧地。1583年（天正11年），北條氏康命千葉邦胤在兩總原野設置放牧地。

### 近世
江戶幕府時期，此地是幕府直轄牧場佐倉七牧所在地。面積17,270公頃，馬匹約3,000匹。佐倉七牧之一的「內野牧」以七榮為中心，西至酒酒井東端，東至根木名，南至南大堀，北至現在成田新市鎮，東西長約6公里，南北約8公里，面積約2,210公頃。內野牧下的高野牧，其中心在富里的高野。

### 近代
明治政府開放牧場地開墾，並以開墾順序命名，其中七榮、十倉位於現在的富里市內。
但在準備與設施不充分的情況下，開墾工作並不順利。1875年七榮聚落發生火災，更使得來此開墾的新居民大量減少。
之後，十倉村兩國地區設置內務省勸業寮本廳。1875年，開設下總牧羊場、香取種蓄場。1888年，改稱「下總御料牧場」。

### 市名由來
- 13村合稱「十三之里」，「十三里」後來轉變為「富里」。

### 沿革
- 1889年（明治22年）4月1日 - 日吉倉、久能、大和、根木名、七榮、新橋、中澤、新中澤、立澤、立澤新田、高野、高松、十倉等13村合併成立「印旛郡富里村」[1]。
- 1985年（昭和60年）4月1日 - 町制施行。
- 2002年（平成14年）4月1日 - 市制施行。

### 變遷表
| 富里市市域變遷表 | 富里市市域變遷表 | 富里市市域變遷表    | 富里市市域變遷表 | 富里市市域變遷表    | 富里市市域變遷表    | 富里市市域變遷表 |
| 1868年 以前      | 1868年 以前      | 明治元年 - 明治22年 | 明治22年 4月1日  | 明治22年 - 昭和64年 | 平成元年 - 現在     | 現在             |
| ---------------- | ---------------- | ------------------- | ---------------- | ------------------- | ------------------- | ---------------- |
|                  | 久能村           | 久能村              | 富里村           | 昭和60年4月1日 町制 | 平成14年4月1日 市制 | 富里市           |
|                  | 大和村           |                     | 富里村           | 昭和60年4月1日 町制 | 平成14年4月1日 市制 | 富里市           |
|                  | 根木名村         |                     | 富里村           | 昭和60年4月1日 町制 | 平成14年4月1日 市制 | 富里市           |
|                  |                  | 明治5年 七榮村      | 富里村           | 昭和60年4月1日 町制 | 平成14年4月1日 市制 | 富里市           |
|                  | 新橋村           |                     | 富里村           | 昭和60年4月1日 町制 | 平成14年4月1日 市制 | 富里市           |
|                  | 中澤村           | 明治4年 中澤村      | 富里村           | 昭和60年4月1日 町制 | 平成14年4月1日 市制 | 富里市           |
|                  | 中澤村           | 明治4年 新中澤村    | 富里村           | 昭和60年4月1日 町制 | 平成14年4月1日 市制 | 富里市           |
|                  | 立澤村           | 明治4年 立澤村      | 富里村           | 昭和60年4月1日 町制 | 平成14年4月1日 市制 | 富里市           |
|                  | 立澤村           | 明治4年 立澤新田    | 富里村           | 昭和60年4月1日 町制 | 平成14年4月1日 市制 | 富里市           |
|                  |                  | 明治5年 十倉村      | 富里村           | 昭和60年4月1日 町制 | 平成14年4月1日 市制 | 富里市           |
|                  | 高松村           |                     | 富里村           | 昭和60年4月1日 町制 | 平成14年4月1日 市制 | 富里市           |
|                  | 高野村           |                     | 富里村           | 昭和60年4月1日 町制 | 平成14年4月1日 市制 | 富里市           |
|                  | 日吉倉村         |                     | 富里村           | 昭和60年4月1日 町制 | 平成14年4月1日 市制 | 富里市           |

## 人口
| 富里市人口分布圖 |                                               |  |
| 富里市與日本全國年齡別人口分布比較圖 （2005年資料） | 富里市的年齡、男女別人口分布圖 （2005年資料） |  |
| ■紫色是富里市 ■綠色是全国 | ■藍色是男性 ■紅色是女性                       |  |
| 富里市人口變化 \| 1970年 \| 12,116人 \| \| \| 1975年 \| 14,852人 \| \| \| 1980年 \| 23,315人 \| \| \| 1985年 \| 33,291人 \| \| \| 1990年 \| 42,852人 \| \| \| 1995年 \| 48,666人 \| \| \| 2000年 \| 50,176人 \| \| \| 2005年 \| 51,370人 \| \| \| 2010年 \| 51,087人 \| \| \| 2015年 \| 49,636人 \| \| \| 2020年 \| 49,735人 \| \| |                                               |  |
| 資料來源：日本總務省統計中心提供之人口普查數據 |                                               |  |
| 1970年 | 12,116人                                      |  |
| 1975年 | 14,852人                                      |  |
| 1980年 | 23,315人                                      |  |
| 1985年 | 33,291人                                      |  |
| 1990年 | 42,852人                                      |  |
| 1995年 | 48,666人                                      |  |
| 2000年 | 50,176人                                      |  |
| 2005年 | 51,370人                                      |  |
| 2010年 | 51,087人                                      |  |
| 2015年 | 49,636人                                      |  |
| 2020年 | 49,735人                                      |  |

## 地域

### 日吉台、日吉倉
日吉倉位於富里市北側，鄰接成田市的東側有向北流的根木名川。標高最高是日吉倉新田的40.64公尺，最低是9.3公尺。由於鄰接成田市中心地區，比其他地區更為都市化。

### 久能
久能位於日吉倉南側，地形及自然環境與日吉倉大致相同。

### 根木名
根木名川上游，源頭位在葉山與大堀。
根木名有前川、淺間台（せんげんだい）、和免（わめ）塚田、宮前、猪之穴、植上、廣田谷津、廣畑、台芝、作畑、野邊作（のべさく）、中野、松作、笠木、細田、西谷津、笠木山等地名，許多地名與田作相關為其特色。

### 中澤
中澤南北狹長，北鄰七榮，南接八街市。高崎川由西向東橫斷中澤。
本區有Nike工廠。

### 立澤
立澤南北狹長，北側有蜿蜒的高崎川。北鄰七榮與大堀，東接高野，南連十倉與高松，西通中澤。
本區有立澤新市鎮。

### 十倉
十倉在江戶時代是野馬牧場高野牧的一部分。

### 四區
十倉西側。戰時有軍用跑道。

## 鄰接自治體
- 成田市
- 八街市
- 山武市
- 印旛郡酒酒井町
- 山武郡芝山町

## 行政

### 市長
- 相川堅治（あいかわ けんじ，第四任）

### 警察
- 富里市由成田市的成田警察署（日语：成田警察署）管轄。
  - 七榮交番、日吉台交番、實之口駐在所、兩國駐在所

### 消防
- 富里市消防本部（日语：富里市消防本部）
  - 富里市消防署
    - 北分署
- 消防團（6聯合19分團）
- 第1聯合分團
  - 第1分團、第2分團、第3分團、第4分團
- 第2聯合分團
  - 第5分團、第19分團
- 第3聯合分團
  - 第6分團、第7分團、第8分團
- 第4聯合分團
  - 第9分團、第10分團、第13分團
- 第5聯合分團
  - 第11分團、第12分團、第16分團、第17分團、第18分團
- 第6聯合分團
  - 第14分團、第15分團

## 產業
- 農業
  - 西瓜產量僅次於熊本縣熊本市，位居全國第二。
- 成田機場利用者為主的住宿設施。
  - 麗笙酒店（英语：Carlson Rezidor Hotel Group）成田機場等。
- 成田機場設施及周邊住宿設施相關產業
- 體育用品製造商的顧客服務中心、農牧食品製造等產業。
  - 日本Nike
  - 西北航空
  - 日本伍德沃德
  - 雪印惠乳

## 教育

### 市立小學校
- 富里小學校
- 富里第一小學校
- 富里南小學校
- 浩養小學校
- 洗心小學校
- 日吉台小學校
- 根木名小學校
- 七榮小學校

### 市立中學校
- 富里中學校
- 富里北中學校
- 富里南中學校

### 高等學校
- 千葉縣立富里高等學校（日语：千葉県立富里高等学校）

### 特別支援學校
- 千葉縣立富里特別支援學校

## 交通
- 市內沒有鐵道通過，是以連繫成田市、八街市的巴士為主要公共交通手段。

### 路線巴士
- 千葉交通
  - 京成成田站東口發車（樓梯下圓環）
    1. 2號 - 經久能、七榮四角
    2. 3號1 - 經日吉台六丁目、Joyful本田、七榮四角、富里中央往Family Town富里
    3. 3號2 - 經日吉台四丁目、日吉台六丁目、成瀨橋往教習所東、Beisia富里店
    4. 11號 - 經日吉台小學校往日吉台車庫

  - 京成成田站西口發車（出口前）
    1. 4號 - 經日赤入口、成田市並木町、七榮四角
    2. 5號 - 經日赤入口、並木町、七榮四角、麗笙酒店、三里塚西往本城台團地、三里塚南
    3. 11號 - 經京成成田站東口、日吉台小學校往日吉台

  - JR成田站東口發車（參道口）
    1. 1號 - 經京成成田站東口、日吉台三丁目、Joyful田往Family Town富里

  - JR八街站發車（參照京成成田站4號）
- 富里市循環巴士（日语：富里市循環バス）

### 高速巴士
富里巴士總站：
- 往東京站日本橋口（千葉交通、JR巴士關東共同營運八日市場站、匝瑳市役所線（日语：八日市場駅・匝瑳市役所ルート））
- 往東京迪士尼渡假區（千葉交通營運，京成成田站發車）
- 夜行高巴士往京都、大阪（千葉交通・南海巴士共同營運高速巴士大阪 - 銚子線（日语：大阪 - 銚子線））

### 道路
- 高速道路
  - 東關東自動車道
    - 富里IC
- 一般國道
  - 國道296號（日语：国道296号）
  - 國道409號（日语：国道409号）
- 主要地方道
  - 千葉縣道43號八街三里塚線（日语：千葉県道43号八街三里塚線）
  - 千葉縣道45號八日市場八街線（日语：千葉県道45号八日市場八街線）
  - 千葉縣道77號富里酒酒井線（日语：千葉県道77号富里酒々井線）
- 一般縣道
  - 千葉縣道102號成田兩國線（日语：千葉県道102号成田両国線）
  - 千葉縣道106號八日市場佐倉線（日语：千葉県道106号八日市場佐倉線）

## 備註
1. ↑  角川日本地名大辞典編纂委員会『角川日本地名大辞典 12 千葉県』、角川書店、1984年 ISBN 4040011201より

## 外部連結
- 富里市 （页面存档备份，存于）